# Valentim Gentil
Valentim Gentil é um município brasileiro do estado de São Paulo. A cidade tem uma população de 11.036 habitantes (IBGE/2010) e área de 149,7 km².

## História
- Fundação: 3 de maio de 1943 (81 anos)

Tinha o antigo nome de Jacilândia, que em tupi quer dizer "Terra da Lua", antigo nome do município, por ter uma bela vista de seu morro para a lua. Seus fundadores foram Raphael Cavalin, João Novaes e José Honório Filho. O primeiro marco foi colocado em 3 de março de 1943. Teve o nome mudado para Valentim Gentil em 1947, como homenagem a esse político.  No dia 24 de dezembro de 1948 as autoridades estaduais deram autonomia política, elevando Valentim Gentil ao status de município.

### Formação territorial-administrativa
Histórico da formação do município:
- Distrito e município criado pela Lei nº 233, de 31/12/1948.

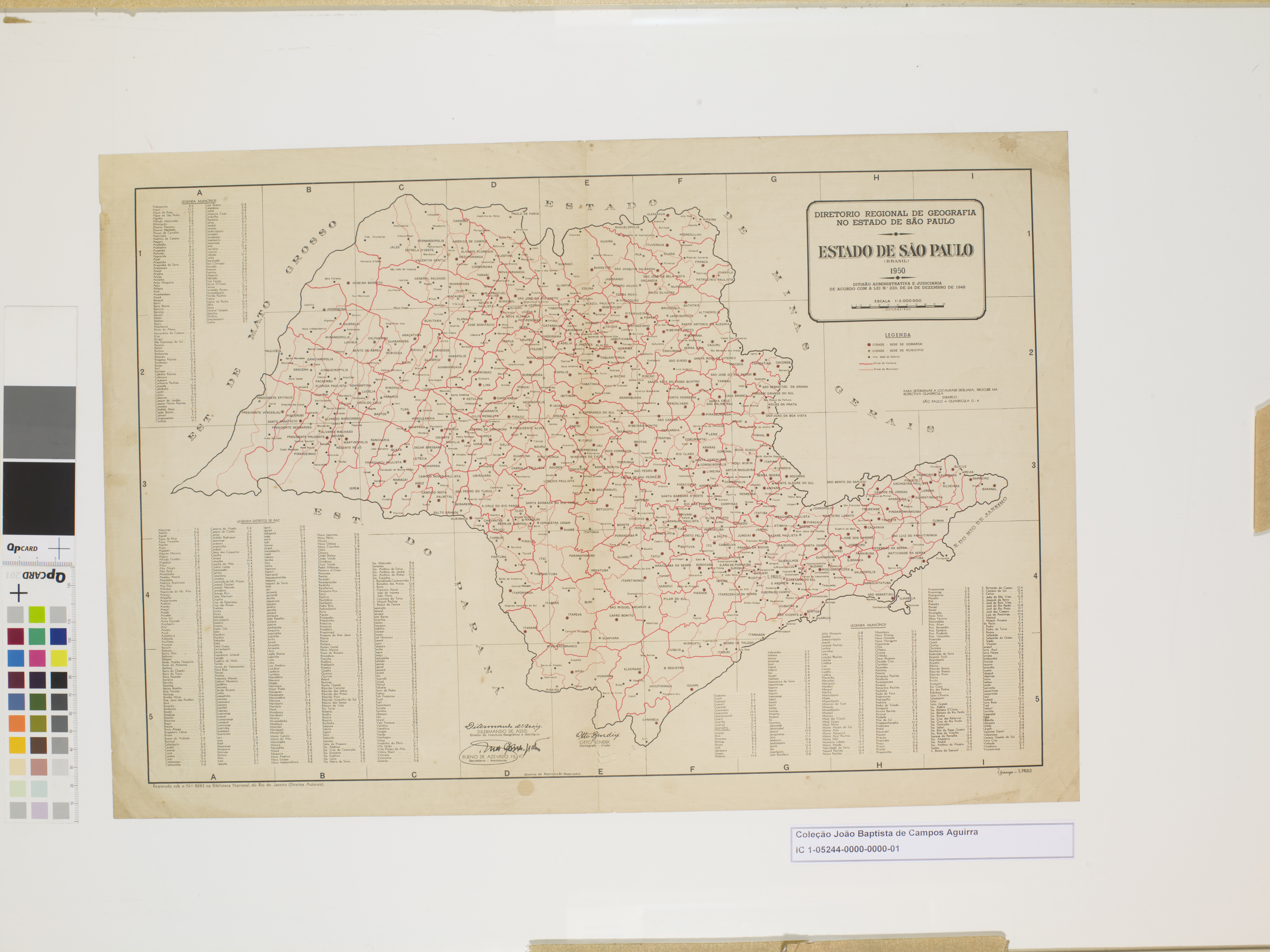
Mapa do estado de São Paulo (1948).

## Demografia
Dados do Censo - 2016
População total: 11.036
- Urbana: 10.073
- Rural: 963
- Homens: 5.548[6]
- Mulheres: 5.488

Densidade demográfica (hab./km²): 73,72

## Geografia
Localiza-se a uma latitude 20º25'20" sul e a uma longitude 50º05'15" oeste, entre as cidades de Votuporanga e Fernandópolis. Sua altitude é de 510 metros.

### Hidrografia
- Rio São José dos Dourados
- Ribeirão do Marinheiro

### Rodovias
- SP-320

### Ferrovias
- Linha Tronco da antiga Estrada de Ferro Araraquara [7]

## Infraestrutura

### Comunicações
O sistema de telefones automáticos foi inaugurado na cidade em 1979 pela Telecomunicações de São Paulo (TELESP), que também implantou o sistema de discagem direta à distância (DDD) em 1989 com o código de área (0174). Anteriormente a cidade era atendida pela Companhia de Telecomunicações do Estado de São Paulo (COTESP).
Na década de 90 o código DDD da cidade foi alterado para (017), para padronização do sistema telefônico com a telefonia celular que estava sendo implantada em todo o estado.

## Economia
A economia do município de Valentim Gentil é baseada na indústria moveleira, com aproximadamente 100 fabricas. A cidade tem grande potencial de crescimento, por ser provida de uma ótima infraestrutura que conta com uma ferrovia administrada pela Rumo Logística e chega ate o porto de Santos e também pela proximidade com a rodovia Euclides da Cunha (SP-320).

## Turismo
O município conta com uma lagoa próxima ao centro da cidade, na qual localiza-se uma área pública de lazer e uma lanchonete, além de uma área de proteção ambiental distante 14 km da sede do município.

## Religião
O Cristianismo se faz presente na cidade da seguinte forma:

### Igreja Católica
- A igreja faz parte da Diocese de Votuporanga.[12]

### Igrejas Evangélicas
- Assembleia de Deus Ministério do Belém.[13][14]
- Congregação Cristã no Brasil.[15]